# 金ヶ崎緑地

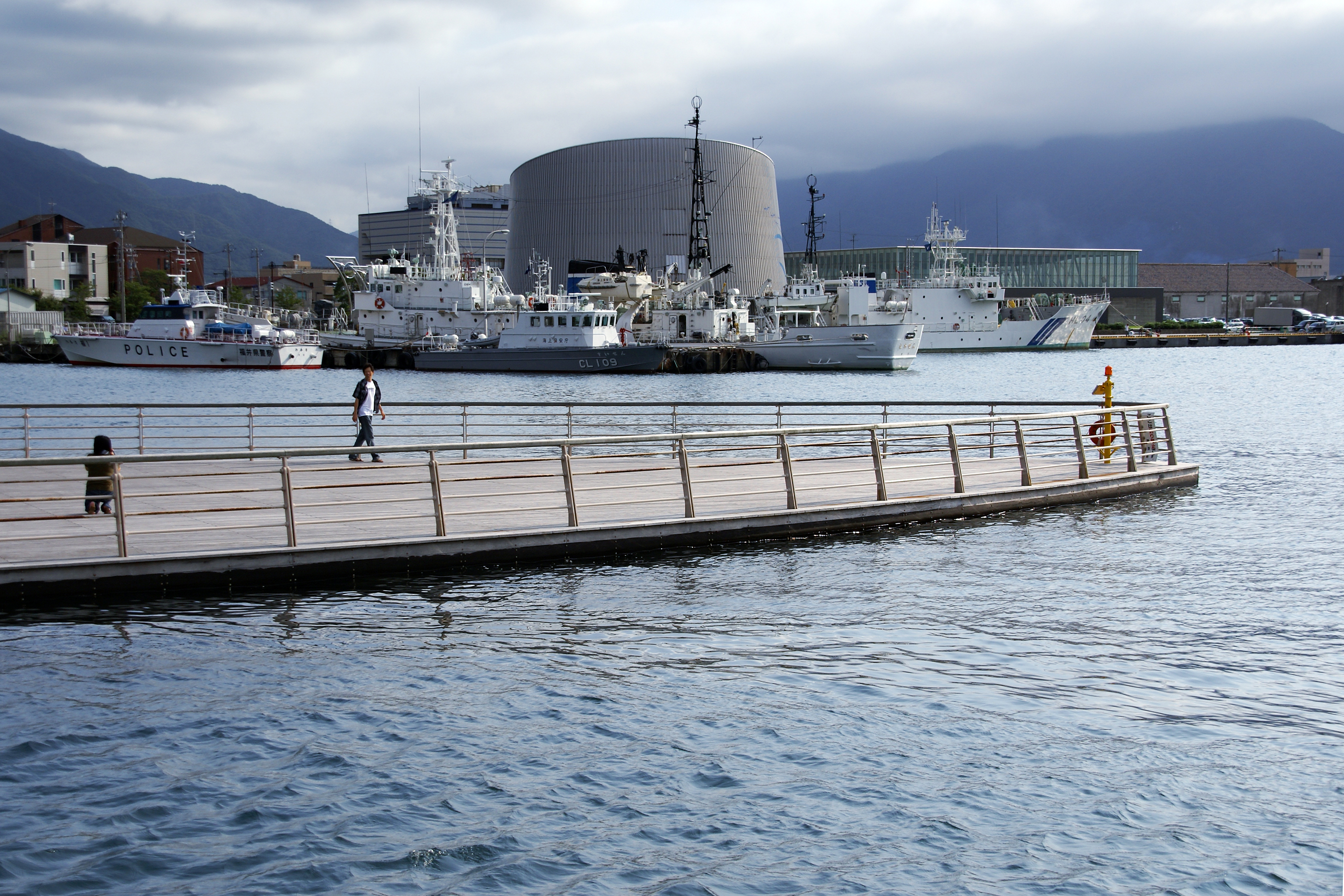
ボードデッキ、敦賀港

金ヶ崎緑地（かねがさきりょくち）は、福井県敦賀市にある海浜公園。

## 概要
敦賀港開港100周年を記念する福井県の港湾整備事業として、1993年から整備が開始され2003年にグランドオープンした「憩いと賑わいの空間」をテーマとする敦賀港のシンボル緑地である。敷地面積は35,000平方メートル。
金ヶ崎城跡の杜を背に広がる芝生広場は毎年7月に開催される敦賀サマーフェスティバルの会場になるなどイベント会場としても利用されており、その海沿いに敷設されたボードウォーク、ボードデッキからは敦賀港を一望できる。
敦賀港一帯はみなとオアシスの登録をしていて、当公園はみなとオアシス敦賀の代表施設である。

## 施設
- 時計台
- 円形広場
- 芝生広場
  - 人道の港 敦賀ムゼウム - 杉原千畝の資料館。旧大和田別荘洋館を復元した施設
- ボードウォーク
- ボードデッキ - 帆船のデッキを模してデザインされている
- 北シンボルモニュメント

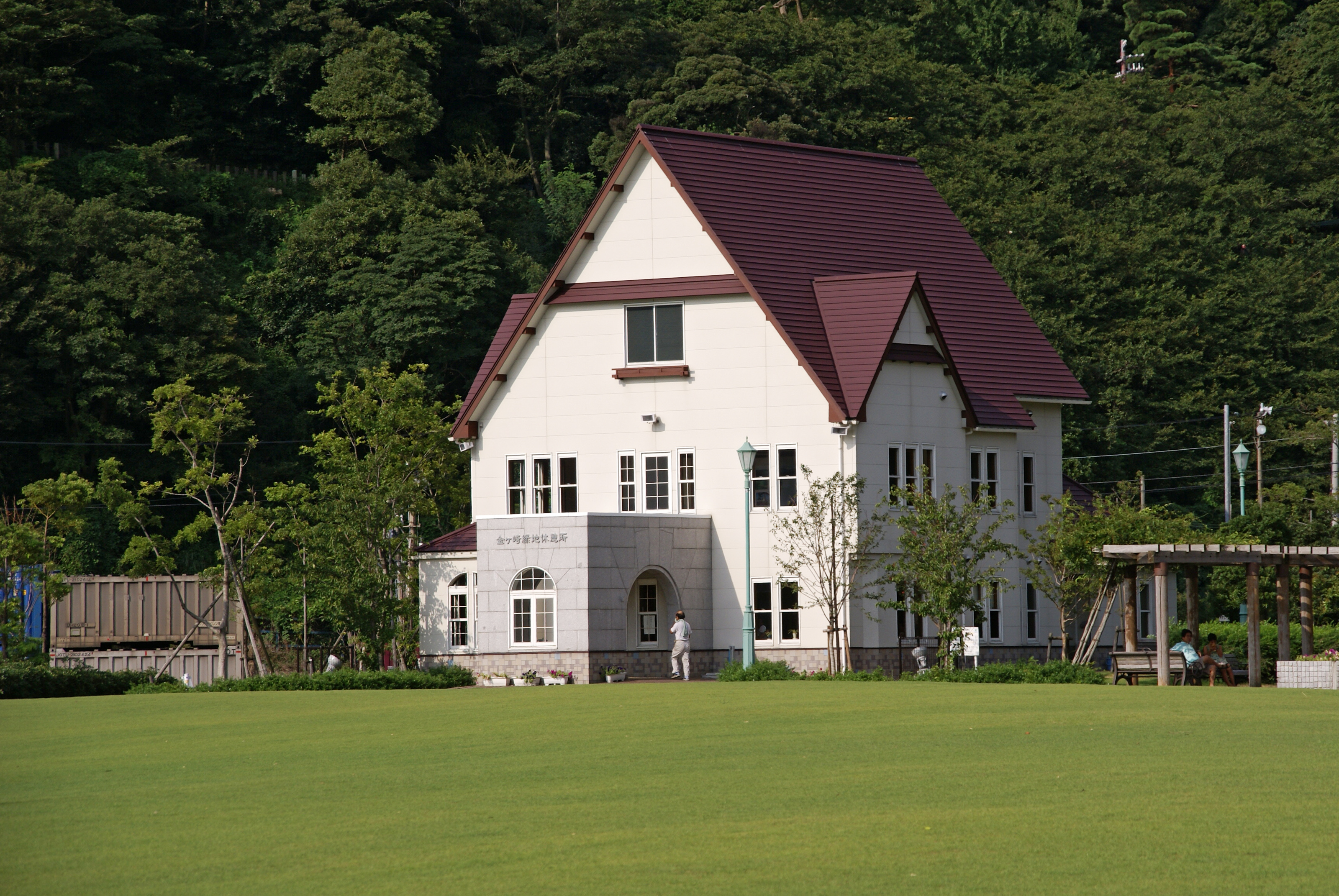
芝生広場と人道の港敦賀ムゼウム
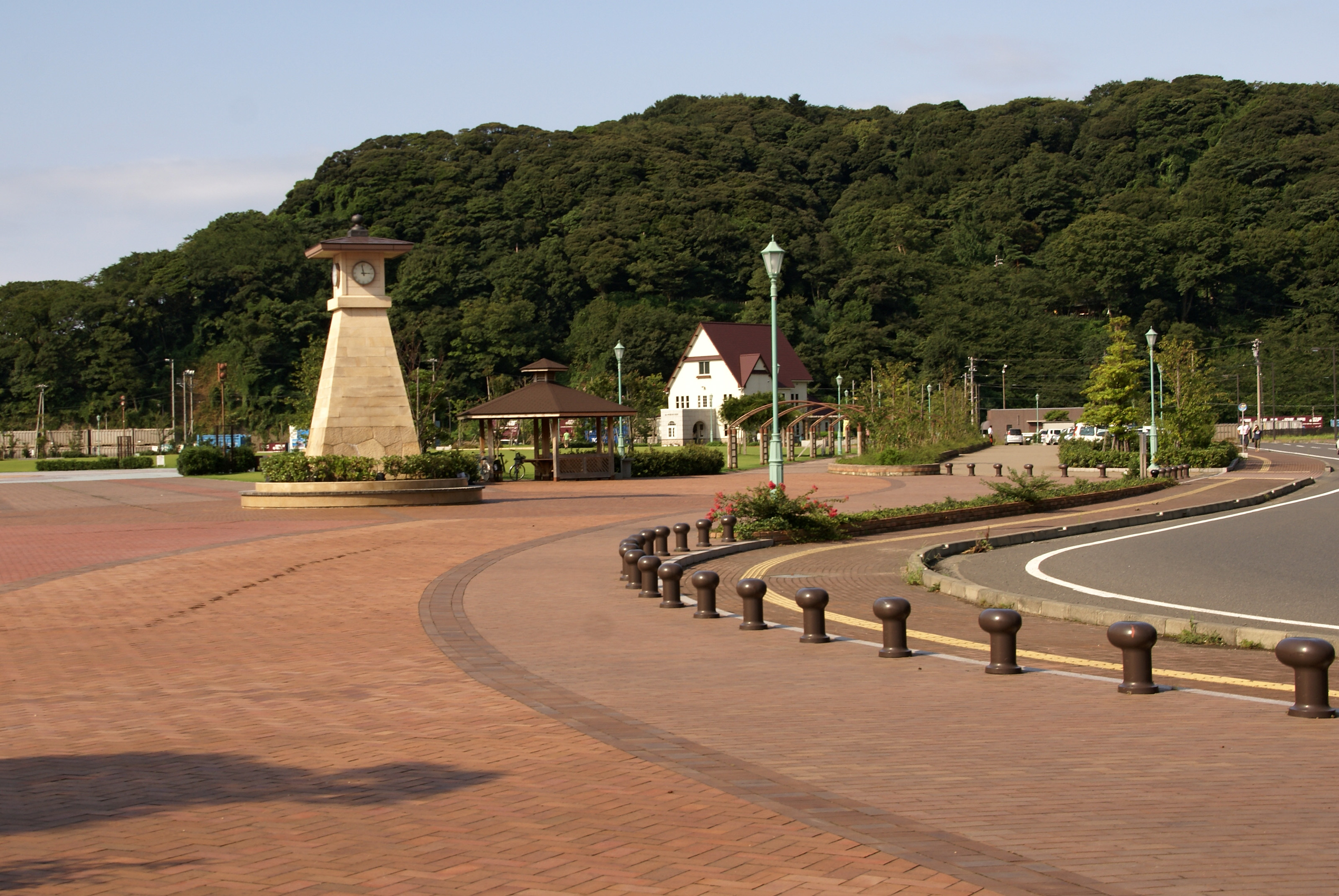
レンガ通路、時計台

## 利用情報
- 入園自由
- 所在地 - 〒914-0072 福井県敦賀市金ヶ崎町1-1

## 交通アクセス
- 北陸本線・北陸新幹線・小浜線・ハピラインふくい線 敦賀駅から徒歩で約30分。
- 敦賀駅からぐるっと敦賀周遊バス（観光ルート）で「金ヶ崎緑地」停留所下車、徒歩すぐ。

## 周辺情報
- 金崎宮
- 敦賀港 - 金ヶ崎緑地 - きらめきみなと館 - 旧敦賀港駅舎 - 赤レンガ倉庫 - 洲崎の高灯籠
- 金ヶ崎城
- 敦賀市立博物館
- みなとつるが山車会館
- 紙わらべ資料館
- 気比松原
- 氣比神宮